# Ectenessa scansor
Ectenessa scansor là một loài bọ cánh cứng trong họ Cerambycidae.